# 윤영구 (1868년)
윤영구(尹寗求, 1868년 ~ 1941년)는 대한제국말의 관료이자 일제강점기의 역사학자이다. 대한제국 시절 문의군수, 보은군수, 풍천군수, 수원군수, 영변군수, 평안북도관찰사 서리 겸 평안북도재판소 판사서리를 지냈다. 본관은 해평이다.

## 생애
본관은 해평으로, 윤횡선(尹宖善)의 차남이며 아내는 김갑근(金甲根)의 딸 안동 김씨이다. 1897년 12월 현릉 참봉이 되고 이후 1898년 2월 세자시강원 시종관, 1899년 1월 선릉 능령을 거쳐 1899년 8월 충청북도관찰부로 부임, 문의군수로 부임하였다. 1900년 충청북도 보은군수, 1901년 7월 황해도 풍천군수, 1902년 1월 경기도 수원군수, 그해 7월 평안북도 영변군수로 부임했다. 1903년 9월 평안북도관찰사 서리 겸 평안북도재판소 판사 서리가 되었으나 1905년 을사보호조약 후 12월에 관직을 그만두었다.
그 뒤 관직에 나가지 않고 역사학자로 활동했다. 1922년 12월 조선사편찬위원회 위원으로 의촉되었다. 이때 그는 조선의 옛날 전통, 관습 조사, 민간 신앙과 민담 수집, 고기록과 고문서 등의 자료 수집을 하였다. 1925년 6월 관제 개편 후 조선사편찬위원회가 조선사편수회로 바뀌자 그해 7월 조선사편수회 위원으로 재위촉되어 1940년까지 근무하였다.
1939년 11월 조선총독부가 유교 진흥 및 장려운동 정책의 일환으로 조선의 모든 유림을 동원하여 조직한 조선유도연합회의 회원으로 선임되었으며, 민족문제연구소의 친일인명사전 수록자 명단의 교육/학술 부문에 수록되었다.

## 같이 보기
- 조선사편수회
- 최남선
- 박은식
- 윤택영
- 윤덕영
- 윤철구
- 윤의섭
- 윤홍섭
- 윤치호
- 윤치소
- 안재홍